# 下坪乡 (鹤峰县)
下坪乡，是中华人民共和国湖北省恩施土家族苗族自治州鹤峰县下辖的一个乡镇级行政单位。

## 行政区划
下坪乡下辖以下地区：
红鹞村、下坪村、石堡村、两凤村、胜利村、上村、二等村、堰坪村、留驾村、岩门村、江坪村、东洲村和云梦村。